# 鳥居清元 (2代目)
二代目 鳥居清元（にだいめ とりい きよもと、寛政元年〈1789年〉 - 没年不明）は、江戸時代中期から後期にかけての浮世絵師。

## 来歴
鳥居清長の門人。『浮世絵師伝』には俗称を三甫助または三郎助、雪光斎と号し、本所小梅村に住んだとあるが、『諸家人名江戸方角分』によれば俗名は中村金治郎、中橋泉町に住むとしている。作画期は寛政から安政にかけてのころとされる。鳥居派の絵師として保存されることの少ない芝居の絵看板や番付などを手がけることが多かったので、今日までに伝わる作品は少ないが、肉筆画で清長風の美人画などが残っている。
浅草寺には安政6年（1859年）6月に奉納された「関羽図絵馬」があり、その画技が相当に優れたものであったことがうかがえ、また「七十一翁」すなわち71歳と署名しているので、逆算すると寛政元年の生れということになる。向島の牛島神社にあったという「矢の根五郎図」の額にも「七十一歳筆」と記されており、安政6年のころまで存命だったと見られるが、それ以後の消息や没年については不明である。

## 作品
- 「桜下遊女道中図」 絹本着色 東京国立博物館所蔵 ※「鳥清元筆」の落款あり。桜の下を花魁が新造と禿を連れて道中する絵で、『東京国立博物館所蔵　肉筆浮世絵』では花魁の髪型などから寛政ごろの作としている。
- 「関羽」 桐板絵金箔押地著色　※安政6年6月。「七十一翁 雪光斎鳥居清元筆」の落款あり
- 「桜花遊君図」 絹本着色